# Symphonie no 14 de Michael Haydn
Pour les articles homonymes, voir Symphonie no 14.
La Symphonie no 14 en si bémol majeur, Perger 52, Sherman 14, MH 133, est une symphonie de Michael Haydn, qui a été composée à Salzbourg entre 1768 et 1770.

## Analyse de l'œuvre
La symphonique est inhabituelle pour plusieurs raisons. Elle est écrite pour quatre cors. Le second mouvement contient un solo de basson intitulé Concertino per il Fagotto. Le dernier mouvement est un Menuet en mi bémol majeur (la sous-dominante) et non dans la tonalité principale.  Elle comporte trois mouvements :
1. Allegro molto, en si bémol majeur
2. Adagio ma non troppo,  (Concertino per il Fagotto)
3. Menuet et Trio en mi bémol majeur

## Instrumentation
La symphonie est écrite pour 2 hautbois, 2 bassons, 4 cors et les cordes.